# Накхонситхаммарат (держава)
Накхонсітхаммарат або Лігор  — держава на півночі Малайського півострова. Утворилась внаслідок занепаду держави Тамбралінга. 1468 року визнала зверхність держави Аюттхая. Ліквідована королівством Сіам у 1782 році.

## Історія
Накхонсітхаммарат є тайською назвою, а Лігор — малайською. В часи державності називалася Нагара Шрі Дгамараджа (в перекладі з санскриту Місто звитяжного і багатого володаря). Також серед іноземців була відома під назвою Лігор.
Тривалий час область навколо міста Нагара Шрі Дгамараджа була однією з найважливіших частин держави Тамбралінга. З занепадом останньої у 1270-х роках відбувається здобуття незалежності. Втім невдовзі нововутворене королівство стикнулося з вторгненням південнотайських племен з півночі Сіамської затоки.
На стелі Рамакхамхаенга 1283 (або 1292) року Накхонсітхаммарат вказано як найпівденніша держава-васал Сукхотай, яким, ймовірно, керував Таммасокараджа. Як приклад для південно-східної азійської моделі мандали, залежність від Сукотая була лише особистою, а не інституційною. Тому після смерті Рамакхамхаенга у 1298 році Лігор протягом декількох років відновив свою незалежність і став домінуючою силою на Малайському півострові. Згодом отримує тайську назву Накхонсітхаммарат.
У середині XIV ст. занепадає, а за вплив над ним тепер сперечаються держави Аюттхая та Маджапахіт. 1365 року останнє визнало приналежність Накхонсітхаммарату до Аюттхаї. Проте це було тимчасовим явищем, згодом боротьба поновилася. Лише 1468 року Накхонсітхаммарат визнав зверхність Аюттхаї. Незважаючи на це, він зберіг свою власну династію та мав власні васальні держави.
За часів аюттхайського правителя Наресуана Накхонсітхаммарат отримав статус «провінції першого класу» (муанг-ек), яку очолював намісник або «віце-король». Проте це було визначено лише в системі державних осіб Аюттхаї. В самому Накхонситхаммараті все залишалося без змін.
У 1629 році скориставшимсь боротьбою за владу в Аюютхаї держава домоглась незалежності. Втім невдовзі аюттхайські війська на чолі із японським найманцем Ямаду Нагамасу придушили повстання. Правлячу династію було повалено, а Ямаду призначено намісником. Ще одне повстання Накхонсітхаммарату проти Аюттхаї відбулося після 1688 року, коли місцевий правитель відмовився прийняти престол від узурпатора Петрачи.
1767 року з занепадом Аюттхаї королівство знову відновило незалежність, але 1769 року було підкорено Таксином, володарем Тхонбурі. 1782 року за Рами I статус правителя Накхонситхаммарата було понижено з васала до звичайного намісника провінції 1-го класу.

## Територія

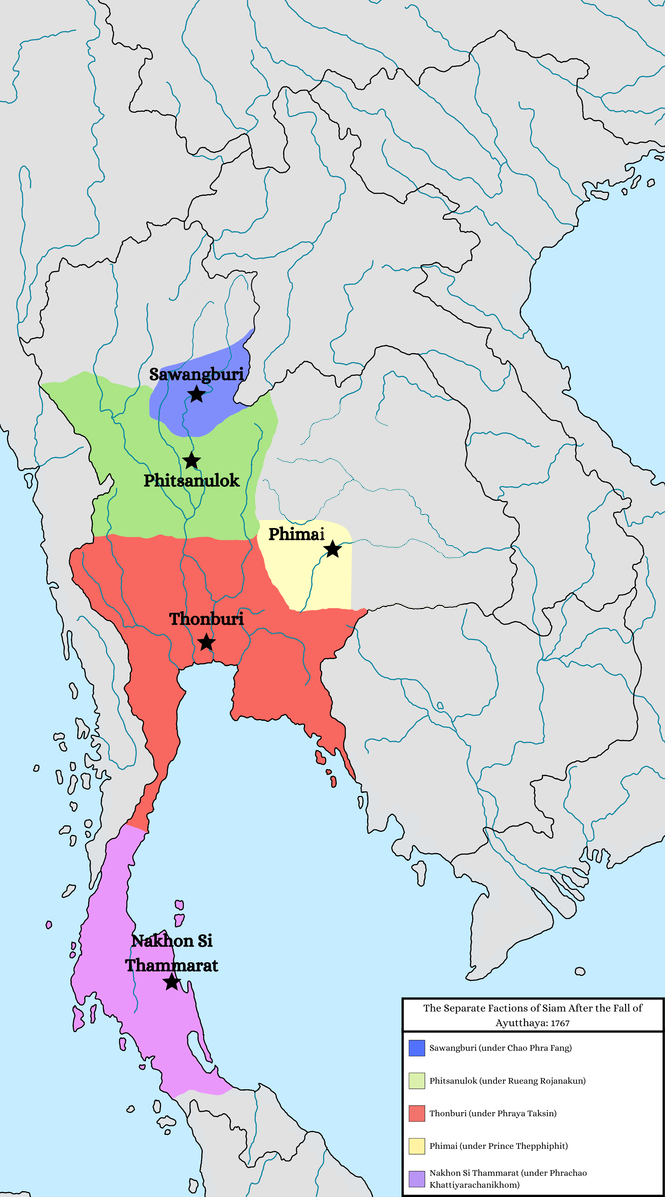
Накхонсітхаммарат у 1767 році

Приблизно охоплював сучасний регіон Південний Таїланд.

## Устрій
На чолі стояв магараджа. Проте держава була не войовничою, а більш торгівельною. Столицю захищала стіна завширшки 456 м. і завдовжки 2238 м. Також згідно з південнотайськими хроніками XVI ст., місто Накхонсітхаммарат було оточене із 12 васальних міст-держав, які називалися містами Наксат (від слова санскритом «накшатра» — 12-місячний «тваринний» цикл): Наратхіват (Щур), Паттані (Віл), Келантан (Тигр), Кедах (Дракон), Фатталунг (Змія), Транг (Кінь), Чумпхон (Коза), Крабі (Мавпа), Тха Чана (Півень), Пхукет (Собака), Крабурі (Свиня), Паханга (Кролик). Вони були з'єднані суходолом, щоб допомогу можна було відправляти з одного міста в інше в разі раптових атак ворога. У XIV ст. ця система вже не діяла, оскільки ці міста перетворилися на самостійні держави.

## Економіка
Були розвинені землеробство, ремісництво й рибальство. Втім провідну роль відігравала посередницька торгівля, чому завдячувала вигідному географічному розташуванню. У XVI ст. до китайських, чампаських та малайських купців долучилися португальські, а у XVII ст. — голландські.

## Культура
Буддійська традиція тгеравади Накхонсітхаммарату була зразком для Сукхотаю та Аюттхаї.